# Dagestán
Dagestán, plným názvem Republika Dagestán nebo Dagestánská republika (rusky Республика Дагестан), je nejjižnější republika Ruské federace, ležící na západním pobřeží Kaspického moře. Na jihu hraničí s Ázerbájdžánem a na jihozápadě s Gruzií; v rámci Ruské federace pak s Kalmyckou republikou, Čečenskem a Stavropolským krajem.
Délka území od severu k jihu je přibližně 414 km, od západu k východu 222 km, rozloha 50 300 km², počet obyvatel je 3 miliony.
Dagestán leží v evropské části Ruska (řeka Kuma tvoří jeho severní hranici). Patří mezi tzv. kavkazské republiky. Hlavním městem je Machačkala.

## Historie

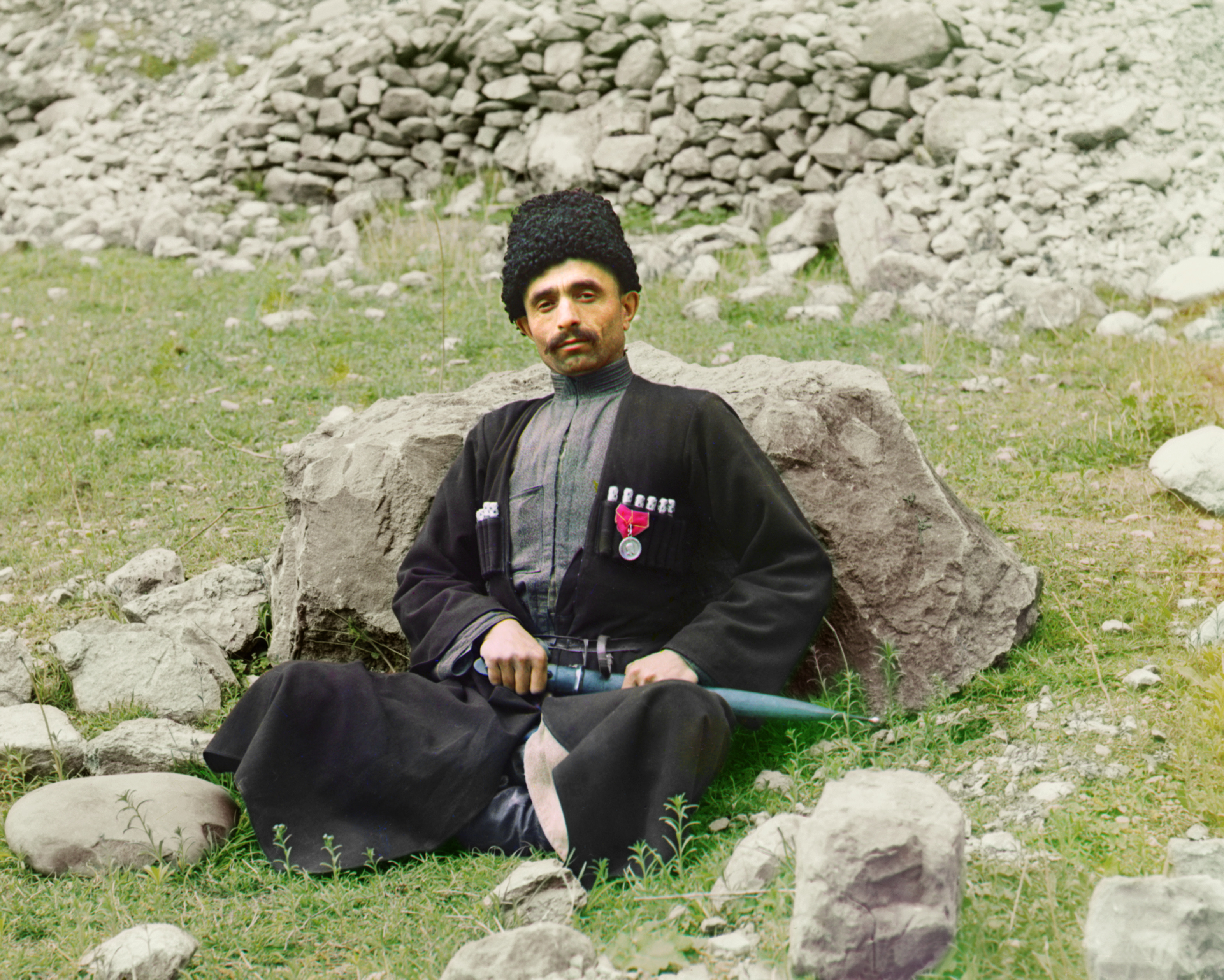
Na snímku je muž v tradičním šatu, s kolíkovou dýkou u pasu.
Experimentální fotografie, pořízená Sergejem Prokudinem-Gorským někdy v letech 1905–1915

Historie tohoto území je velmi bohatá. Území dnešního Dagestánu bylo obydleno již od dob paleolitu. Ve 4. století př. n. l. bylo součástí tzv. Kavkazské Albánie. V 3. a 4. století zde vládli Sásánovci, v 7. století je vystřídal chazarský chán; po pádu chazarské říše (969) se zde postupně rozšiřoval islám, ještě ve 13. století byly pozice křesťanství v části jižního Dagestánu poměrně silné.
V 10. a 11. století země prosperovala, později ji ale ovládali seldžučtí Turci. Koncem 12. století vznikl avarský chanát. Po vpádu Mongolů byl začleněn do Zlaté hordy. S úpadkem mongolské moci se později oblast Dagestánu stala podobně jako sousední Ázerbájdžán předmětem soupeření mezi Persií a Osmanskou říší (z turečtiny a perštiny pochází i současný název území: doslova „Země hor“). Od konce 18. století pronikala na území Dagestánu také Ruská říše, která si jej roku 1813 formálně připojila.
Během 19. století tu proběhla řada povstání. Ovládnutí horské oblasti se však Rusku podařilo až po potlačení Šamilova povstání v 60. letech.
Po pádu Ruské říše se v prosinci roku 1917 k moci dostali bolševici a byla ustavena sovětská vláda. Po říjnové revoluci vznikala v letech 1918–1920 na území Dagestánu řada státních útvarů krátkodobého trvání. Většinu území kontrolovala německá, turecká, resp. „bílá“ vojska (bělogvardějci). Po vítězství bolševické moci byla 20. ledna 1921 v rámci Ruska vytvořena Dagestánská ASSR, která se po rozpadu SSSR přejmenovala na Dagestánskou republiku.

## Symboly

### Vlajka
Dagestánská vlajka je tvořena listem o poměru stran 2:3 se třemi vodorovnými pruhy: zeleným, modrým a červeným.

## Geografie

### Města

Republika Dagestán

- Machačkala (hlavní město a přístav)
- Kaspijsk (přístav)
- Derbent (přístav)
  - Bujnaksk
  - Dagestanskije Ogni
  - Chasavjurt
  - Izberbaš
  - Južno-Suchokumsk
  - Kiziljurt
  - Kizljar

## Obyvatelstvo

Etnicko-lingvistické skupiny Kavkazu

Od starověku představuje obyvatelstvo Dagestánu pestrou směsici. Žije zde na 30 místních etnik, z nichž početně vynikají Avarové (29 %), Dargové (16 %), Kumykové (14 %), Lezgové (13 %), Lakové (5 %), Azerové (4 %), Tabasaránci (5 %) a mnohá další, která doplnili postupně Rusové (20 %), jakož i Ázerbájdžánci, Nogajci, Kalmyci, Čečenci, atd. Současnou etnickou situaci dále zkomplikoval konflikt v sousedním Čečensku, který způsobil jen v roce 1995 příval 100 000 uprchlíků z této republiky. Pokus islámských fundamentalistů z Čečenska o ovládnutí části Dagestánu a vyhlášení islámského státu vyvolal v létě 1999 krvavý střet s ruskou federální armádou a tzv. druhou čečenskou válku.
Hlavními jazyky Dagestánu jsou ruština (úřední), kumitský jazyk, avarský jazyk a další jazyky (20).

## Průmysl a zemědělství
Jižní část Dagestánu je hornatá a tvoří součást Kavkazu, zatímco severní část je rovinatá step, kde se celkem dobře daří zemědělství (pěstování vína, ovoce, obilovin a slunečnice).
Hlavním nerostným bohatstvím země je ropa a zemní plyn, nacházející se jak pod samotným Dagestánem, tak pod Kaspickým mořem. Její zpracování je pro dagestánskou ekonomiku klíčové. Z hlavního města Machačkaly se vyváží do celého Ruska, hlavně po moři.

## Pamětihodnosti
Citadela, staré město a opevnění Derbentu byly roku 2003 zaneseny na seznam světového kulturního dědictví UNESCO.

## Přírodní rezervace
Dagestánská přírodní rezervace, skládající se ze dvou chráněných území a tří menších přírodních rezervací.

## Osobnosti
- Pjotr Bagration (1765–1812), ruský šlechtic a voják v době napoleonských válek
- Alexandr Višněvskij (1874–1948), ruský a sovětský chirurg, tvůrce terapeutické masti
- Chabib Nurmagomedov (* 1988), dagestánský mistr smíšených bojových umění
- Islam Machačev (* 1991), dagestánský mistr UFC v lehké váze, bývá skloňován jakožto nejlepší zápasník v lehké váze UFC všech dob. Špička pfp žebříčku UFC[ujasnit]

## Galerie

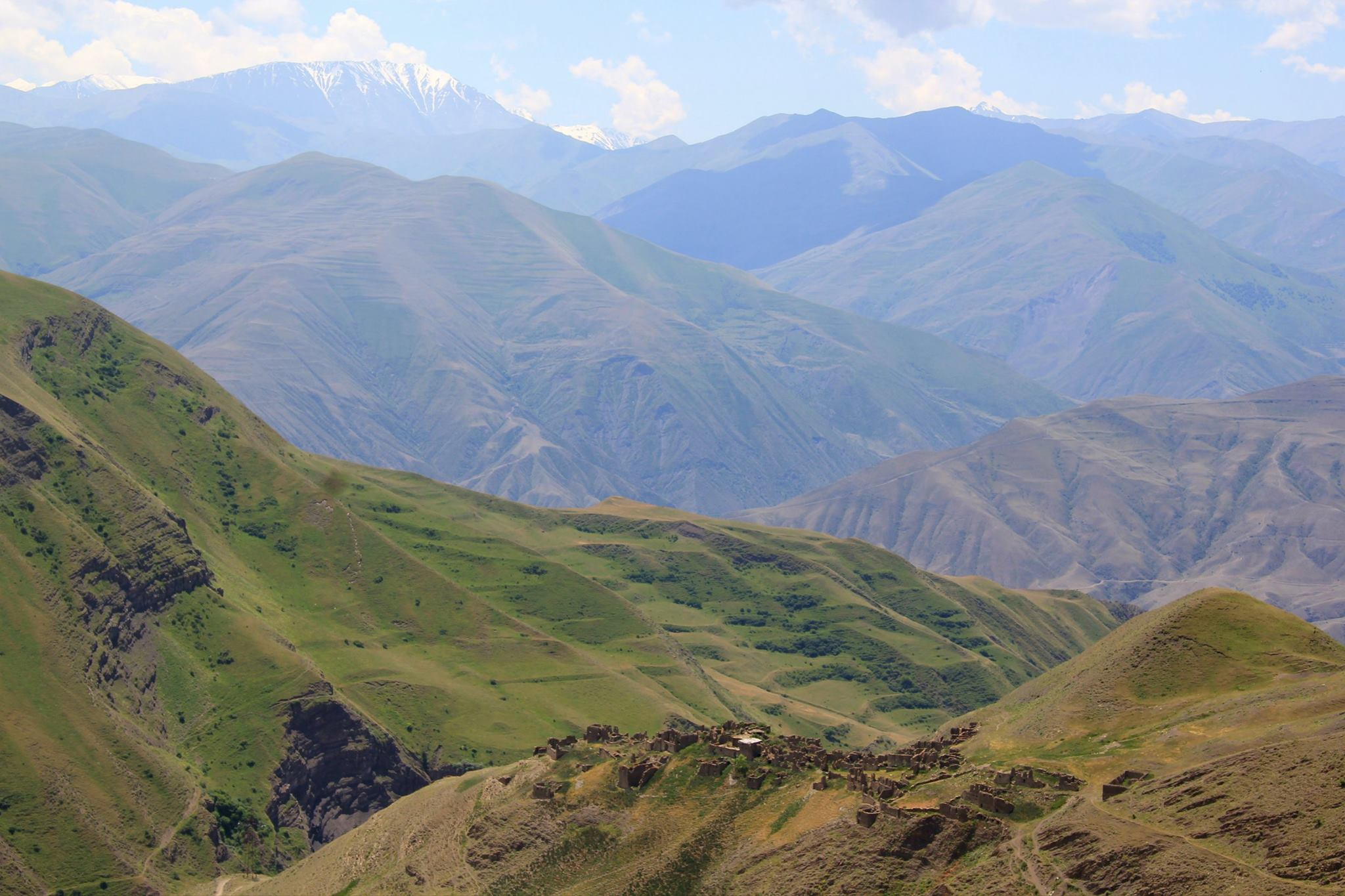
Opuštěná lezginská vesnice v dagestánských horách
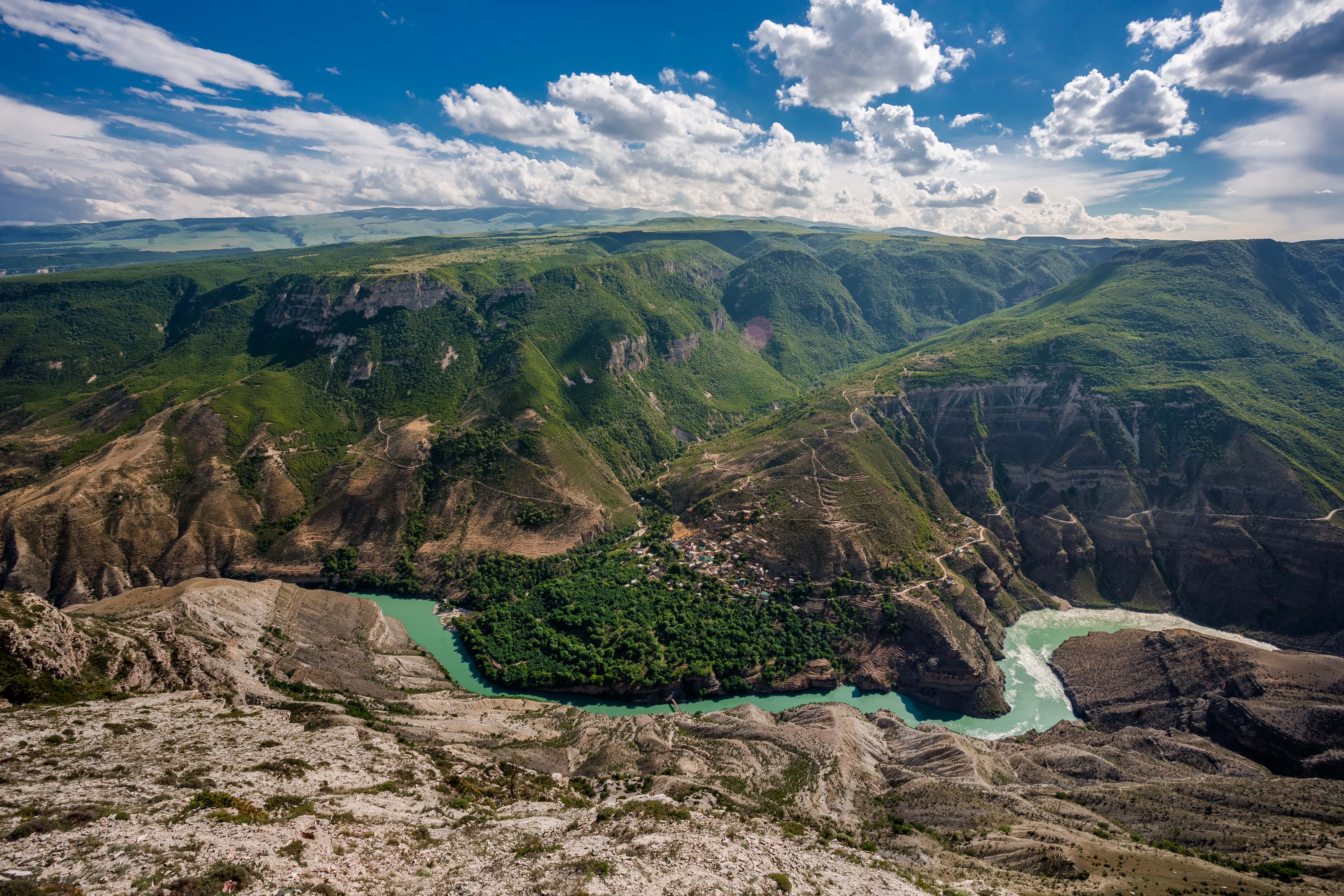
Kaňon na řece Sulak
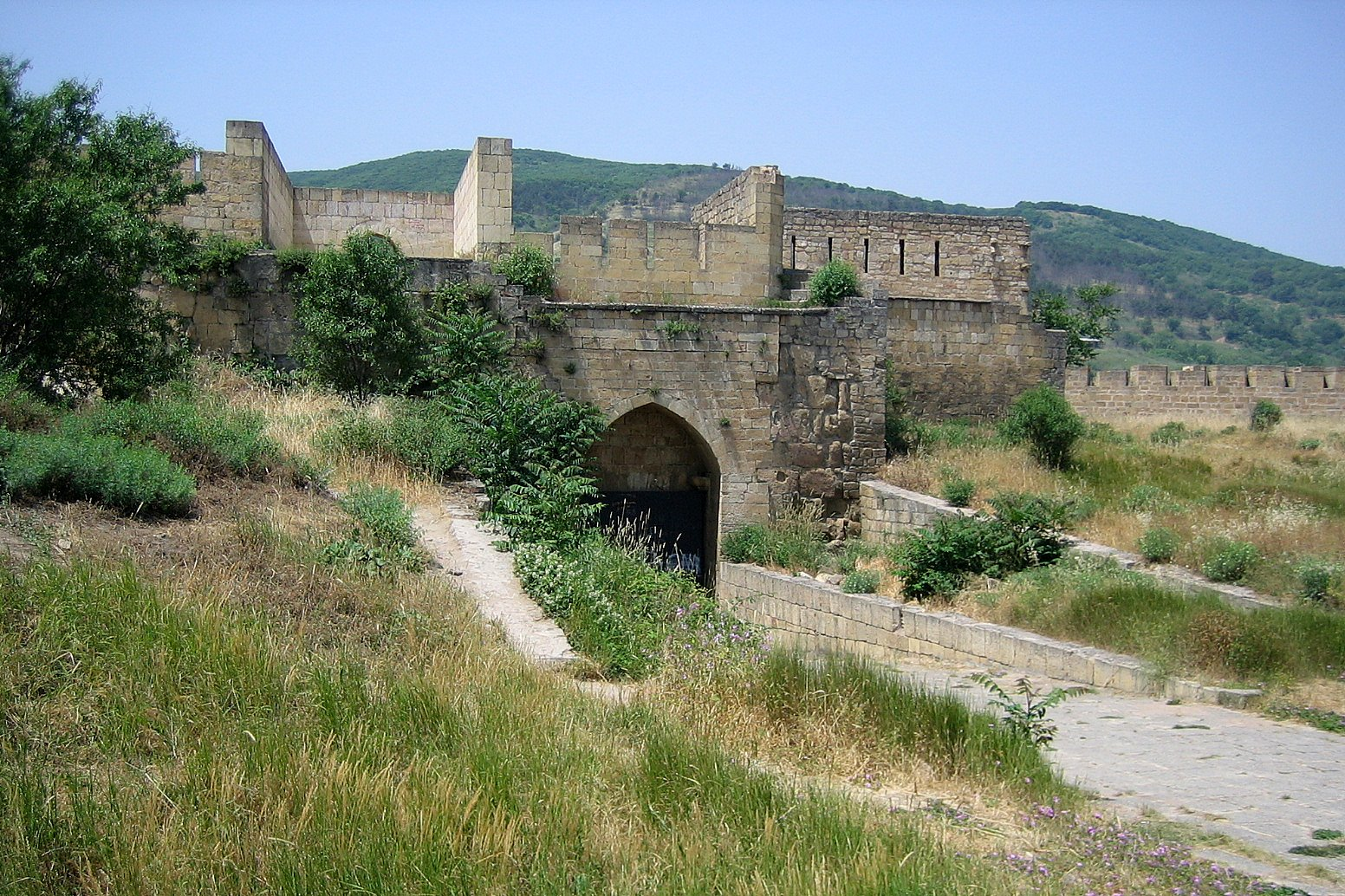
Citadela Naryn-kala
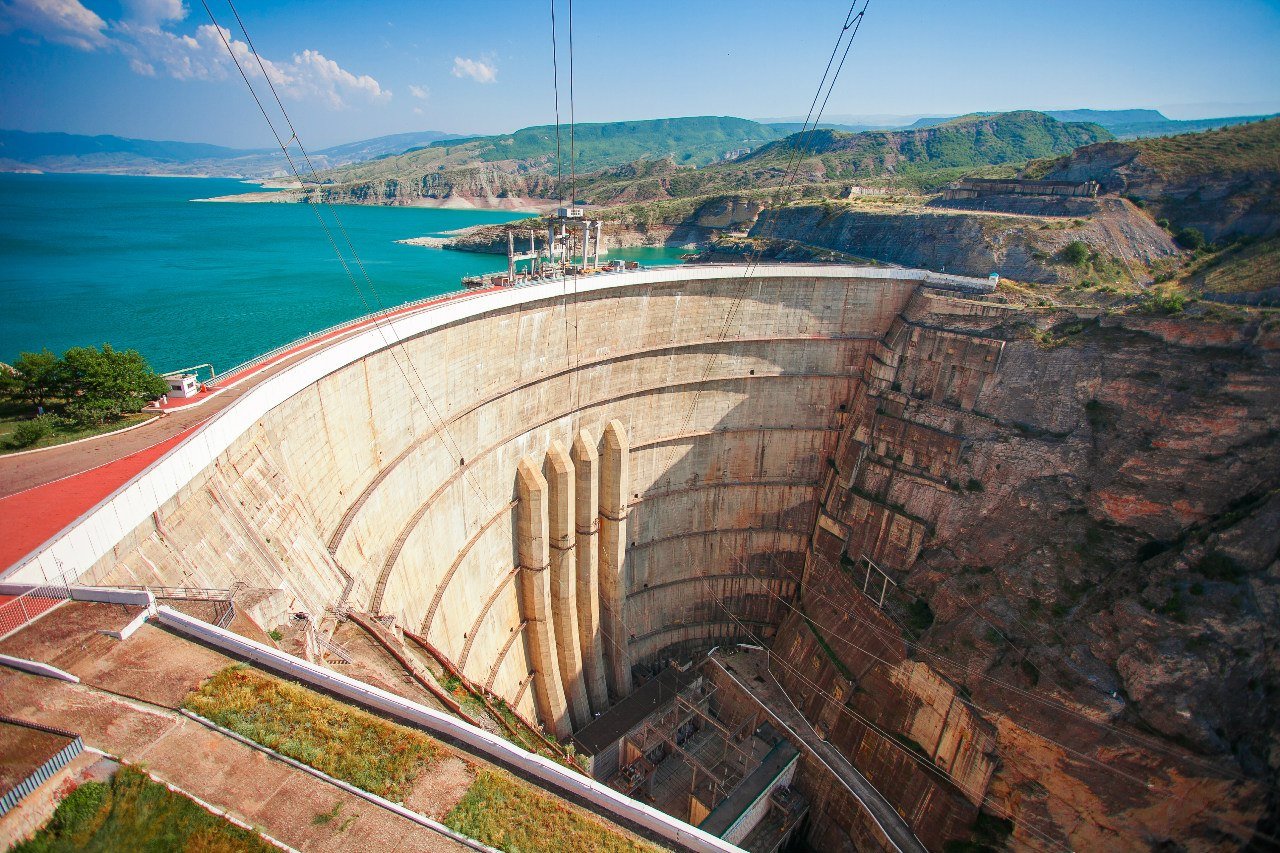
Vodní elektrárna v Dagestánu
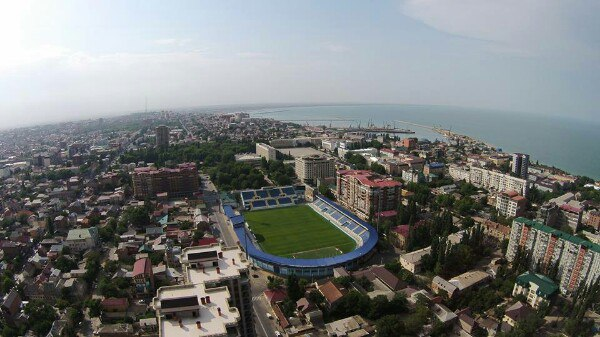
Machačkala
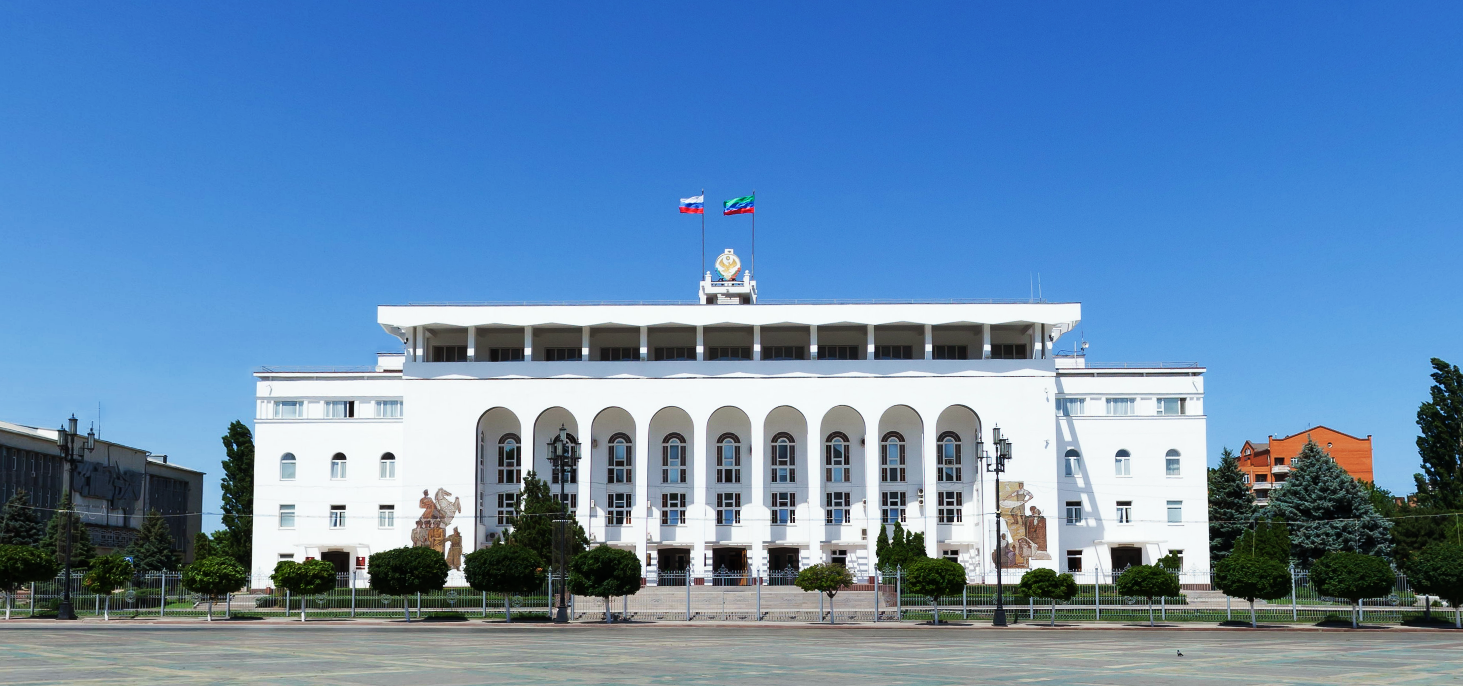
Budova vlády republiky Dagestán